# Basilica di San Lorenzo (Milano)
La basilica di San Lorenzo, il cui nome completo è basilica collegiata prepositurale di San Lorenzo Maggiore (nota in epoca paleocristiana come basilica palatina ed oggi anche come San Lorenzo alle Colonne), è una basilica cattolica di Milano. Tra le più antiche chiese della città, l'edificio fu ricostruito e modificato più volte nelle forme esterne conservando quasi completamente la primitiva pianta di epoca tardo-imperiale, che fu realizzata tra il 390 e il 410: assieme alle antistanti colonne di San Lorenzo, un tempo parte dell'antiportico dell'edificio, è considerata tra i maggiori complessi monumentali di epoca romana tardoimperiale di Milano, nel periodo in cui la città romana di Mediolanum, l'odierna Milano, era capitale dell'Impero romano d'Occidente (ruolo che ricoprì dal 286 al 402). La basilica è inoltre ritenuta essere il primo edificio a simmetria centrale dell'Occidente Cristiano ed è una delle basiliche paleocristiane di Milano.
Il primigenio nome basilica palatina, poi cambiato in "San Lorenzo", deriva dalla vicinanza del Palazzo imperiale romano di Milano, chiamato genericamente palatium. Il periodo tra l'XI e il XII secolo risultò molto travagliato per l'edificio: pesantemente rovinato da due incendi nel 1071 e nel 1075, la sua cupola crollò nel 1103, per poi essere di nuovo distrutta assieme a parte dell'edificio in un altro incendio nel 1124. La chiesa fu quindi ricostruita in forme romaniche pur conservando inalterato l'impianto interno originale.
Se per tutto il Medioevo la basilica di San Lorenzo rimase un simbolo dell'eredità imperiale romana a Milano, nel Rinascimento il tempio divenne un simbolo dei canoni classici perduti ricercati dagli umanisti, nonché un celebre caso di studio per le soluzioni statiche adottate per reggere una cupola così monumentale, e fu studiata tra gli altri dal Bramante, Filarete, Leonardo e Giuliano da Sangallo.
La pianta, la cui struttura è rimasta pressoché immutata dalla sua fondazione, è formata da un quadrato ed un cerchio sovrapposti, propriamente chiamato tetraconco, ovvero una pianta centrale di forma quadrata con quattro absidi, uno per lato. L'aula è quindi organizzata con una struttura concentrica alla pianta esterna a formare un deambulatorio attorno ad essa, quindi di forma ottagonale con pilatri triangolari traforati ed esedre porticate su due ordini orizzontali sovrapposti, in corrispondenza degli absidi: l'inferiore con pilastri di ordine dorico ed il superiore di ordine ionico che funge da matroneo. Dell'antica basilica paleocristiana sono giunte sino a noi la cappella di Sant'Aquilino e la cappella di Sant'Ippolito.

## Storia

### L'antica basilica paleocristiana

L'antica Milano romana (Mediolanum) sovrapposta alla Milano moderna. Il rettangolo più chiaro al centro, leggermente sulla destra, rappresenta la moderna piazza del Duomo, mentre il moderno Castello Sforzesco si trova in alto a sinistra, appena fuori dal tracciato delle mura romane di Milano. Al centro, indicato in rosso salmone, il foro romano di Milano, mentre in verde il quartiere del palazzo imperiale romano di Milano

Con sant'Ambrogio iniziò un programma di costruzione di basiliche dedicate alle varie categorie di santi: una basilica per i profeti (la basilica prophetarum, in seguito ridenominata basilica di San Dionigi), una per gli apostoli (la basilica apostolorum, che poi prese il nome di basilica di San Nazaro in Brolo), una per i martiri (la basilica martyrum, che divenne in seguito la basilica di Sant'Ambrogio), una per le vergini (la basilica virginum, ridenominata poi basilica di San Simpliciano). Erano infatti dedicate ciascuna ad una diversa famiglia di santi, dato che non esisteva ancora l'usanza di intitolare le chiese a un solo santo. Il nome originario paleocristiano basilica palatina della basilica di San Lorenzo deriva invece dalla sua vicinanza al Palazzo imperiale romano di Milano (chiamato palatium), dedicazione poi cambiata in "San Lorenzo".
Nonostante la basilica di San Lorenzo sia una delle più antiche chiese milanesi e fosse sin dalla sua costruzione uno dei maggiori monumenti di Milano e dell'Occidente cristiano, non sono finora noti scritti esaustivi precedenti al Rinascimento. La mancanza di documenti ufficiali dell'epoca rende quindi impossibile fornire informazioni certe e univoche riguardo alla fondazione della basilica. Riguardo alle origini del complesso sono state fatte nel tempo una serie di congetture, alcune anche molto fantasiose e senza effettivi riscontri, fino ad una serie di scavi archeologici nel XX secolo eseguiti nel sito che hanno permesso di fare ipotesi più concrete.

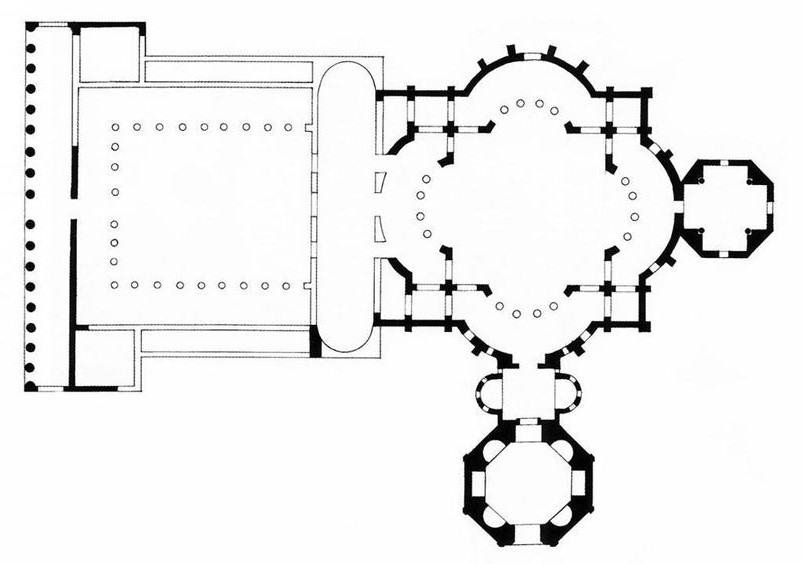
Pianta originaria del complesso di San Lorenzo

Secondo quanto riportato dal Torre all'inizio del XVIII secolo, la basilica di San Lorenzo risalirebbe ad un periodo compreso tra la fine del III e l'inizio del IV secolo, quando l'imperatore Massimiano avrebbe ordinato la costruzione di un tempio dedicato ad Ercole: andato bruciato il tempio "per giusto destino" in quanto "era stanza di demoni, cioè idoli diabolici", sui suoi resti sarebbe stata costruita la primitiva chiesa dedicata a San Lorenzo. Il Latuada qualche decennio più tardi riporta quanto scritto dal Torre, mentre aggiunge che il tempio doveva avere una forma simile al pantheon romano citando lo scrittore latino Ausonio.
Altre descrizioni circa l'origine della chiesa parlano di un edificio termale di forma ottagonale costruito da Nerone, accostamento ricavato dall'assonanza col torrente Nirone che anticamente scorreva in prossimità della chiesa, sebbene non vi fosse mai stata alcuna prova concreta di questa congettura; mentre secondo un tradizione riportata da Bonvesin de la Riva e Galvano Fiamma il complesso nacque come mausoleo di Galla Placidia. Altre ulteriori ipotesi indicavano l'origine della basilica come un tempio ariano, tesi definitivamente scartata una volta appurato che la costruzione della basilica fu successiva alla morte di sant'Ambrogio, il quale prima della sua morte aveva scacciato gli ariani dalla città.

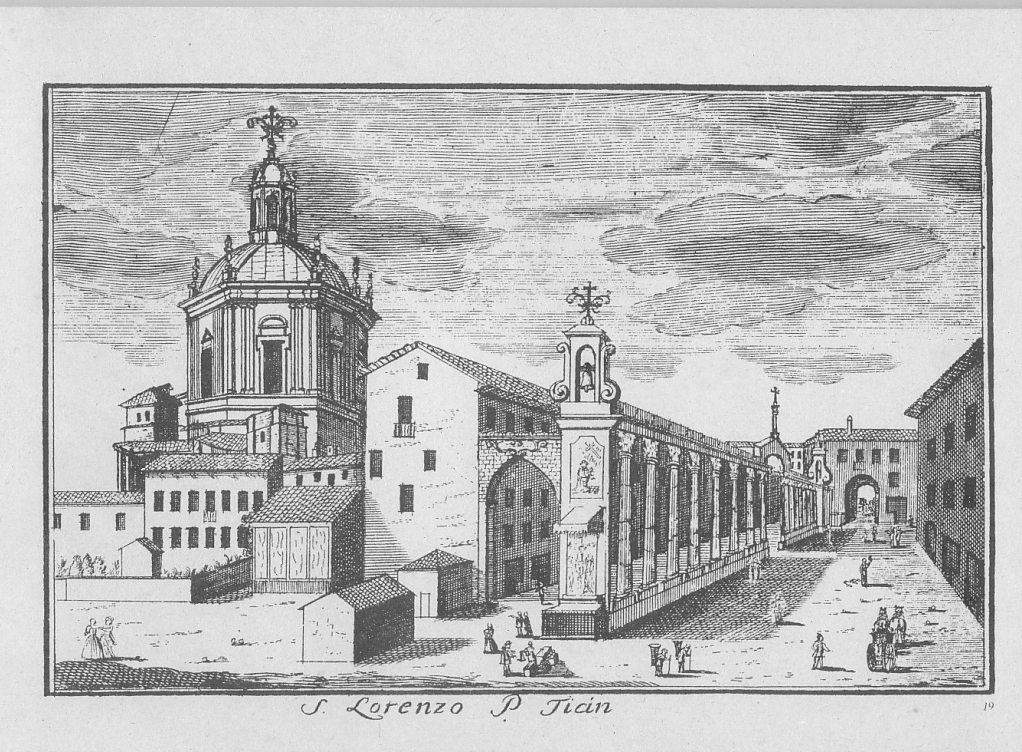
La basilica in un'incisione di Marc'Antonio Dal Re (1745 circa)

Gli ultimi scavi archeologici hanno infine chiarito come la basilica sia stata con tutta probabilità eretta all'inizio del V secolo, con i lavori che durarono dal 390 al 410: per le fondamenta furono infatti utilizzati blocchi di pietra del vicino anfiteatro demolito nel 401. Fu quindi realizzata in epoca romana tardoimperiale, nel periodo in cui la città romana di Mediolanum, l'odierna Milano, era capitale dell'Impero romano d'Occidente, ruolo che ricoprì dal 286 al 402. Nel Catalogo dei Vescovi milanesi, la basilica viene indicata come luogo di sepoltura del vescovo Eusebio di Milano tra il 451 e il 462, per cui il luogo di culto era, se non completato, quantomeno in stato avanzato di costruzione. Queste considerazioni rendono plausibile l'ipotesi che la chiesa fosse stata costruita come chiesa palatina da Flavio Stilicone, tutore del giovane imperatore Onorio, data anche la già citata vicinanza al palazzo imperiale (chiamato palatium), situato nella zona dove oggi sorge la chiesa di San Giorgio al Palazzo, da cui poi derivò il nome originario paleocristiano basilica palatina, poi cambiato in "San Lorenzo". Un altro documento originale risalente agli anni a cavallo tra il 490 e il 512 narra della costruzione di una cappella per volere del vescovo Lorenzo I: l'anno della dedica della chiesa a San Lorenzo è invece ignoto, tuttavia è noto che l'intitolazione al martire era già avvenuta nella seconda metà del V secolo
Il complesso era in origine introdotto da un quadriportico, il cui ingresso era a sua volta preceduto da sedici colonne di ordine corinzio prelevate da un tempio romano nelle vicinanze, oggi conosciute come le colonne di San Lorenzo. Dell'aspetto interno originale è noto solo che questo fosse decorato con stucchi, marmi colorati e mosaici, secondo quanto descritto nel Versum de Mediolano civitate redatto nell'VIII secolo.

### Mappa della Milano paleocristiana

Mappa dell'antica Milano romana (Mediolanum) (secoli III-V) con indicate le mura e le porte romane di Milano, il foro romano di Milano, il teatro romano di Milano, l'anfiteatro romano di Milano, il circo romano di Milano, l'area del palazzo imperiale romano di Milano (in rosa più tenue), la zecca romana di Milano, le terme Erculee, il mausoleo imperiale di Milano, la via Porticata con l'arco trionfale, i magazzini annonari romani di Milano (lat. horrea), il porto fluviale romano di Milano, i castelli romani di Milano e le basiliche paleocristiane di Milano

### Dalla ricostruzione medievale all'età contemporanea

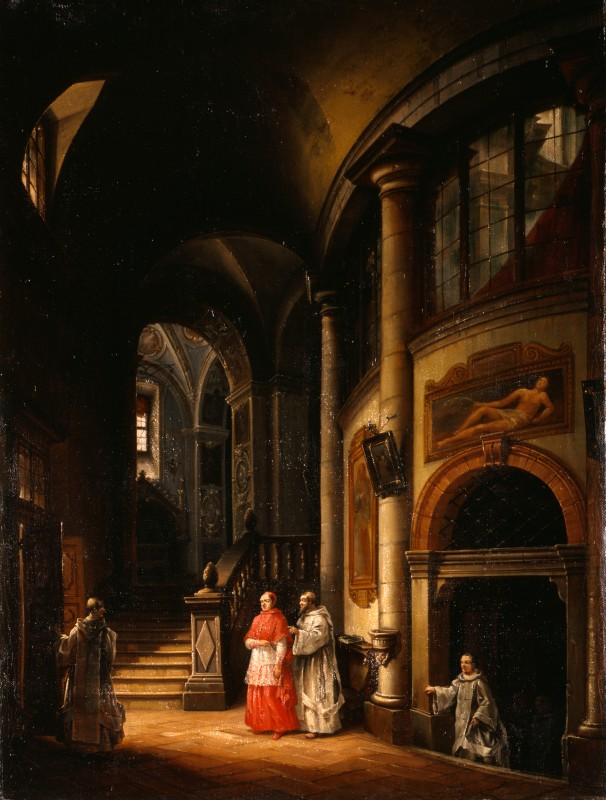
Teodolinda Sabaino Migliara, Interno della basilica di San Lorenzo a Milano (1845); olio su tela, 59,3x45 cm, Gallerie d'Italia - Milano, Milano

Il periodo tra l'XI e il XII secolo risultò molto travagliato per l'edificio: pesantemente rovinato da due incendi nel 1071 e nel 1075, la sua cupola crollò nel 1103, per poi essere di nuovo distrutta assieme a parte dell'edificio in un altro incendio nel 1124. La chiesa fu quindi ricostruita in forme romaniche pur conservando inalterato l'impianto interno originale: questo fu possibile grazie al prestigio di cui la basilica godeva per essere il maggiore monumento che segnava l'eredità imperiale della città. La chiesa dopo la ricostruzione doveva mostrare un tiburio simile a quello della basilica di Sant'Ambrogio, tuttavia ben più monumentale.
Nonostante lo sfortunato periodo, la basilica mantenne comunque un ruolo di primo piano: era infatti luogo privilegiato di sepoltura dei vescovi di Milano e di altri santi e fu protagonista di importanti avvenimenti cittadini, ad esempio l'acclamazione di Bernardo da Chiaravalle giunto a Milano per contrastare il potere dell'antipapa Anacleto II e ospitato nella canonica della chiesa. L'edificio era inoltre edificato su un luogo leggermente più elevato rispetto alla città circostante e fu quindi scelto come partenza per la processione delle palme, in ossequio alla discesa a Gerusalemme di Gesù dal Monte degli Ulivi.
Se per tutto il Medioevo la basilica di San Lorenzo rimase un simbolo dell'eredità imperiale romana a Milano, nel Rinascimento il tempio, nonostante la ricostruzione  romanica, divenne un simbolo dei canoni classici perduti ricercati dagli umanisti, nonché un celebre caso di studio per le soluzioni statiche adottate per reggere una cupola così monumentale. Inoltre, fattore forse più importante, per la teoria architettonica rinascimentale rappresentava l'unico esempio di chiesa a pianta centrale di grandi dimensioni assieme al Pantheon. Diversamente da quest'ultimo però aveva una pianta molto più complessa ed un alzato composto da diversi volumi giustapposti, era nata tipologicamente già come chiesa cristiana ed era corredata di campanili. Per questi motivo fu studiata tra gli altri Filarete, Leonardo e Giuliano da Sangallo. Bramante ne era ammirato a tal punto che la usò come principale fonte di ispirazione per il progetto della Basilica di San Pietro in Vaticano (chiesa a pianta centrale con quattro absidi al centro dei quattro prospetti e con quattro campanili ai vertici di un quadrato concentrico alla cupola, il tutto dominato da una grande cupola centrale chiusa da un tamburo colonnato come nella San Lorenzo romanica). Nel 1573 la chiesa vide un'altra volta il crollo della cupola durante una celebrazione liturgica, senza per fortuna causare vittime. Il cardinale Carlo Borromeo, data l'importanza dell'edificio, si prodigò affinché i lavori per la ricostruzione avessero immediatamente inizio: dopo aver consultato il suo architetto "favorito" Pellegrino Tibaldi, alla fine assegnò i lavori a Martino Bassi, che ricostruì la cupola secondo i gusti dell'epoca con un tiburio ottagonale di tradizione lombarda.

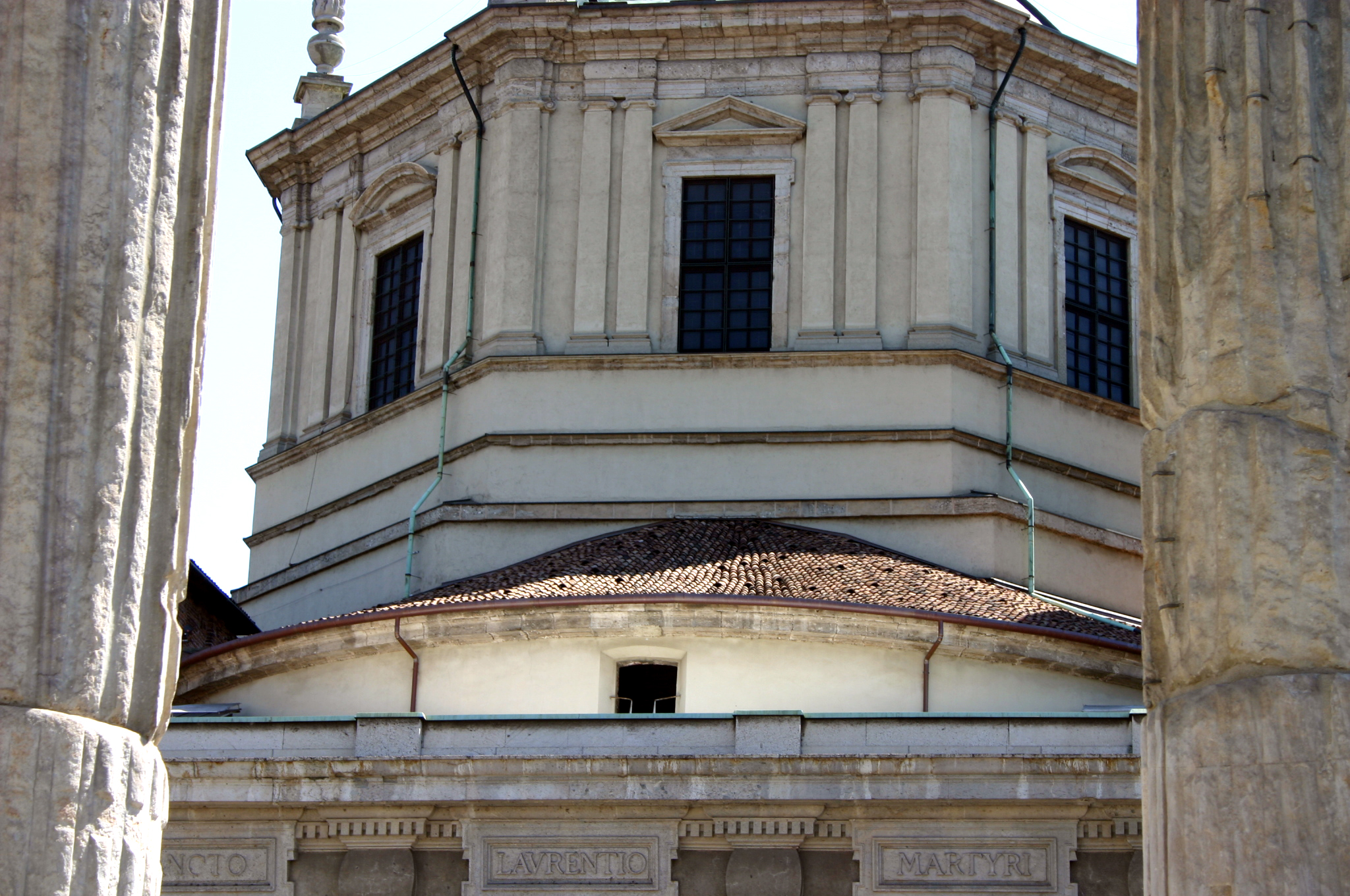
Particolare del tiburio con le colonne di san Lorenzo

Durante la ricostruzione si verificò un fatto miracoloso che era stato predetto dall'arcivescovo Carlo Borromeo: nel 1585 un'inferma fu guarita davanti a un dipinto della Madonna del Latte esposto in piazza della Vetra. In seguito a quest'evento, le donazioni si moltiplicarono, permettendo un più rapido avanzamento dei lavori di ricostruzione. Nel 1626, al completamento di tutti i progetti, il dipinto della Madonna del Latte venne trasferito sull'altare maggiore, dove rimane tuttora.
Nel frattempo, nel corso dei secoli, il muro cieco del portico d'ingresso (di cui a tutt'oggi possiamo ammirare le colonne), attraversato il quale di accedeva allo spazio una volta occupato dal quadriportico, era stato utilizzato  come fronte di abitazioni. Queste sono visibili nelle antiche rappresentazioni ma anche in foto d'epoca delle colonne di San Lorenzo e definite nelle cronache come "catapecchie", creavano un ingresso contrastante con la monumentalità dell'edificio. Persa quindi la funzione di introduzione all'antica basilica, dal XVI secolo vi furono numerose proposte d'abbattimento delle colonne, dall'abbattimento per creare una monumentale via per la sfilata di Filippo II in visita a Milano fino alla demolizione durante il riassetto urbanistico neoclassico, che per fortuna non ebbero mai seguito.
Negli anni trenta del XIX secolo il governo austriaco avviò una riqualificazione della Vetra: le case addossate alla basilica, abitate da conciatori di pelle, vennero abbattute; il canale della Vetra venne coperto e le esecuzioni furono abolite. Dopo i bombardamenti del 1944-1945, le case distrutte non vennero ricostruite e venne creato il parco delle Basiliche, dal quale si ha un'eccellente vista del complesso. Nel 1934 erano state, invece, abbattute le case sorte nella corte, con la creazione di una piazza pubblica antistante la basilica.

## I resti paleocristiani

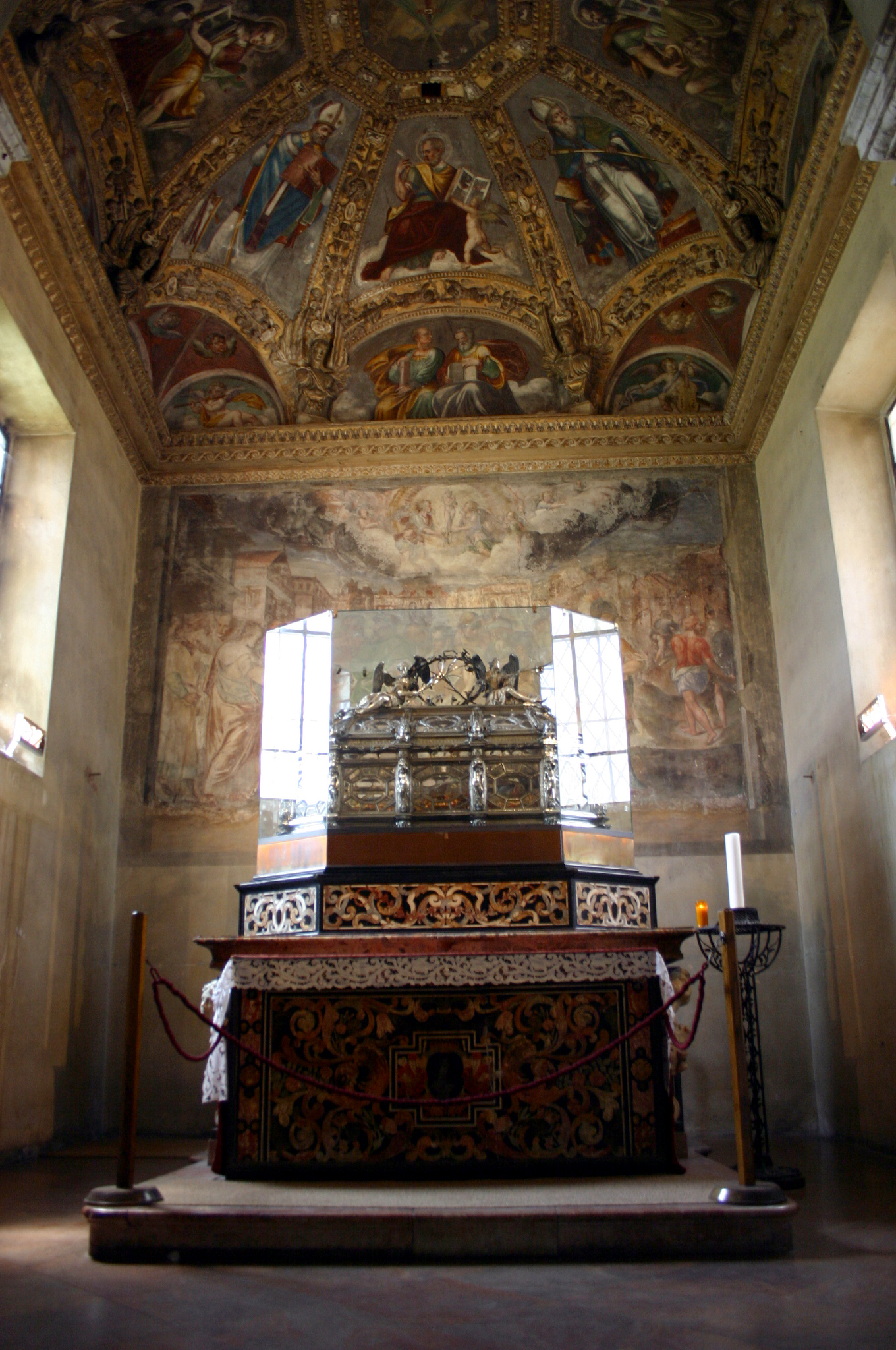
La cappella di Sant'Aquilino

Della basilica paleocristiana sono giunte sino a noi la cappella di Sant'Aquilino e la cappella di Sant'Ippolito La cappella di Sant'Aquilino, di impianto ottagonale, è collegata alla basilica da un atrio un tempo interamente ricoperto da mosaici. Di essi restano alcuni frammenti con figure di apostoli e patriarchi delle tribù di Israele, di notevole qualità per l'espressività delle figure e lo studio delle ombre, che li avvicina ai mosaici del Mausoleo di Galla Placidia a Ravenna e di Santa Maria Maggiore a Roma. Il sacello ha una base ottagonale ed è interamente rivestito da marmi policromi. La cupola, voltata ad ombrello, è originale tardoantica; per alleggerire il peso della struttura nella copertura vennero inseriti tubi fittili ed anfore cave. la decorazione della cupola fu distrutta nel Seicento, probabilmente per il cattivo stato di conservazione o per l'iconografia ormai difficilmente comprensibile.
La cappella di Sant'Ippolito, sempre di pianta ottagonale ma internamente organizzata a croce greca, è più piccola della cappella di Sant'Aquilino. Degne di nota sono quattro colonne d'epoca paleocristiana con capitelli corinzi che si trovano all'intersezione dei bracci della croce greca e che precedentemente appartenevano a qualche edificio della Milano romana. Sono stati persi i mosaici paleocristiani che un tempo decoravano la cappella. Sono sempre di epoca paleocristiana le fondazioni della cappella di Sant'Ippolito. Nella cappella di Sant'Ippolito sono presenti molti resti della Milano romana, in precedenza utilizzati altrove e poi portati nella basilica, come alcuni blocchi di pietra dei muri e diverse cornici che impreziosiscono le pareti.

## Architettura

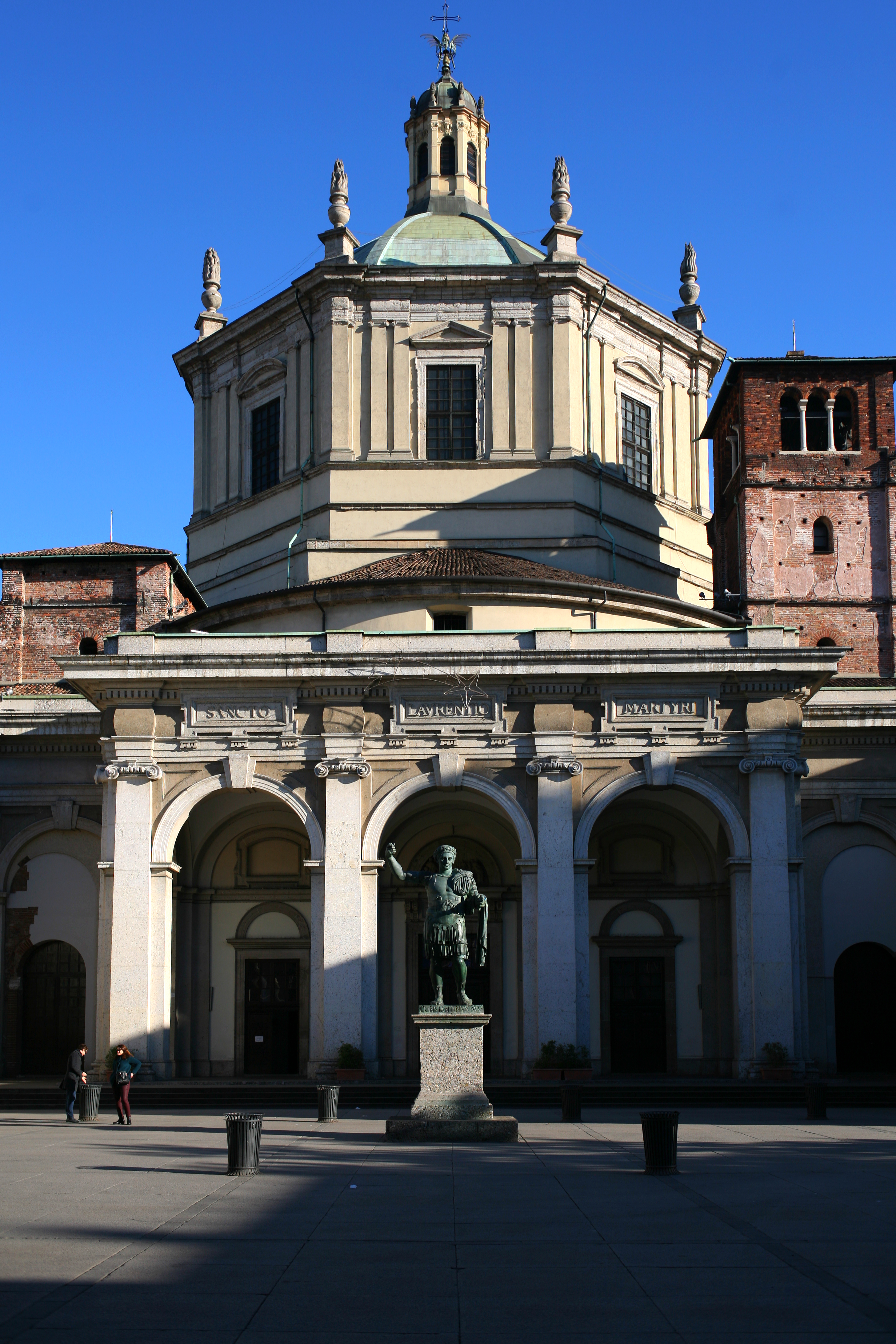
La facciata.

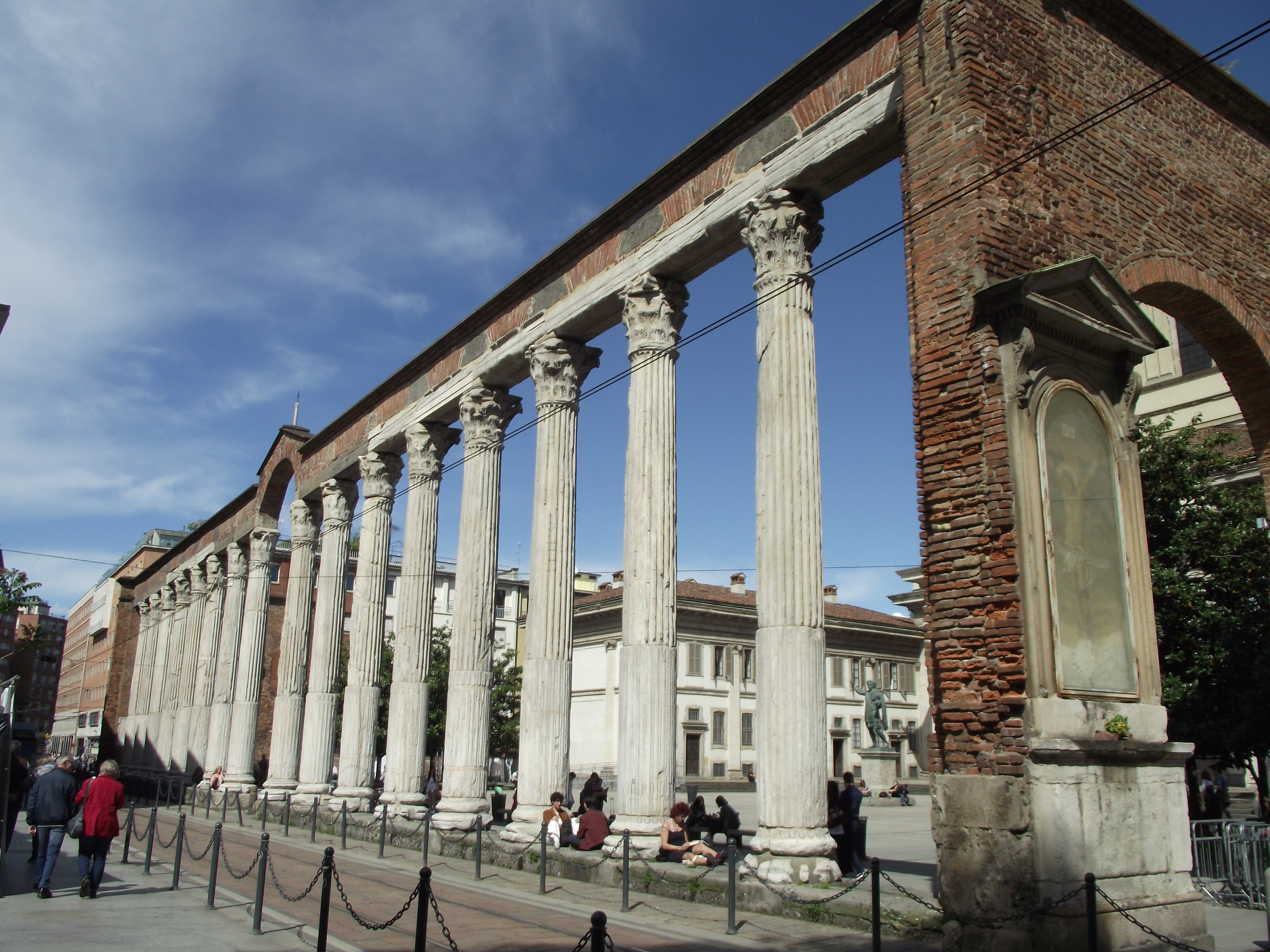
Milano, Basilica di San Lorenzo

### Aspetto antico
L'edificio originario si sviluppava, come l'odierno, attorno a una pianta centrale ed era preceduto da un quadriportico e circondato da due corpi collegati. L'accesso al quadriportico avveniva attraverso un ulteriore portico colonnato, costituito dalle odierne Colonne di San Lorenzo.
Ai quattro angoli dell'edificio furono erette altrettante torri a pianta quadrata, ancora esistenti. Il tutto era sormontato da una cupola di cui sappiamo poco, essendo andata perduta.
L'interno era illuminato da ampie finestre, e probabilmente decorato con marmo nella parte bassa e con mosaici nelle volte e negli archi.
Dei due corpi laterali, il più piccolo era ad est, opposto all'entrata: una cappella a croce greca, in seguito ottagonale, dedicata a sant'Ippolito. Il corpo più grosso era a sud, con la funzione di mausoleo imperiale: la tradizione ne attribuisce la fondazione a Galla Placidia, ragion per cui il sacello assunse il nome di cappella della Reginetta.

### Esterno

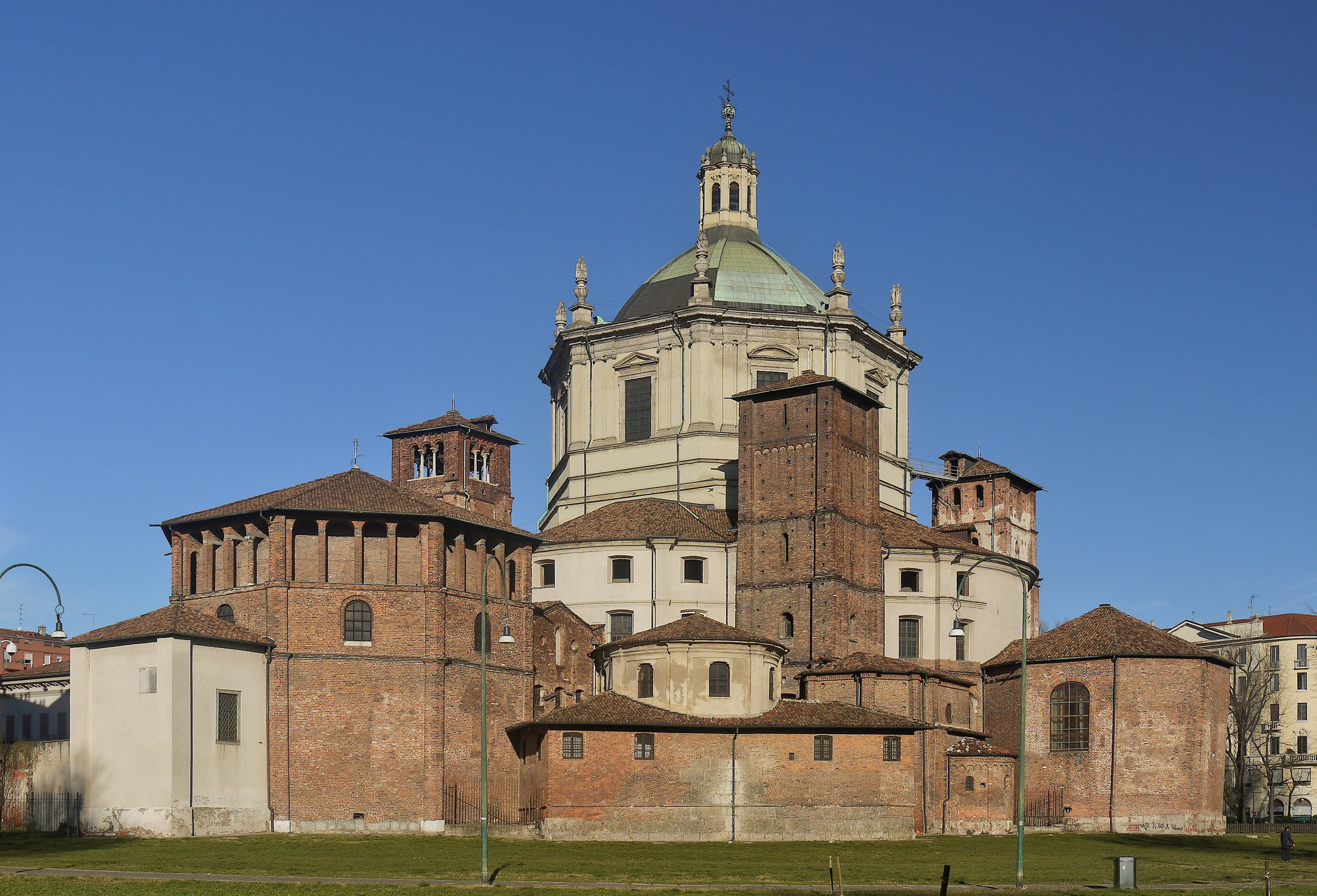
Il complesso visto dal parco delle Basiliche

Il fronte della chiesa su corso di porta Ticinese, costruito nel XIX secolo da Cesare Nava seguendo gli antichi progetti di Martino Bassi, è introdotto da un pronao con paraste di ordine ionico inframezzate da archi a tutto sesto con cartelle scolpite sulla chiave di volta, sull'architrave è presente la dedica alla chiesa. Il fronte vero e proprio riprende le forme del pronao e possiede tre aperture con portali architravati.
La chiesa presenta quattro torri campanarie che avevano anche funzione statica di contenimento del carico della cupola. Realizzate in cotto a vista sono state ricostruite nelle parti sommitali in epoca romantica. La torre sinistra guardando dal sagrato è rimasta mozza dopo il crollo, mentre quella di destra è decorata in sommità con delle trifore ad arco a tutto sesto su colonnine con capitelli decorati con motivi di foglie. Ad oggi tra le 4, quella che svolge la funzione di campanile è la torre sulla destra della facciata. Al suo interno è collocato un concerto di 5 campane in scala diatonica di Reb3 maggiore. Il concerto venne fuso dalla premiata fonderia dei Fratelli Barigozzi di Milano nell'anno 1903. Del concerto originario oggi, ne conserviamo solo le 3 campane minori, poichè le due campane maggiore, furono calate dal campanile, per esigenze belliche (durante la seconda guerra mondiale) e successivamente reintegratte nel 1951 dalla medesima fonderia. Dal retro, la torre destra da piazza Vetra presenta apertura a feritoia, mentre quella sinistra è decorata in maniera simile alla destra dal sagrato. Sempre dal retro è possibile vedere la serie di cappelle che si propagano dal corpo principale: la maggiore sulla sinistra è la cappella di Sant'Aquilino, di forma ottagonale come la più piccola cappella di Sant'Ippolito sulla destra.
L'elemento caratterizzante della costruzione è tuttavia il tiburio ottagonale, costruito nella seconda metà del XVI secolo su progetto di Martino Bassi. Il tiburio è scandito da lesene e paraste angolari, con finestre rettangolari sormontate da timpani triangolari e curvilinei, e presenta alla sommità  del tetto in rame una lanterna. La ricostruita cupola interna cinquecentesca viene considerata generalmente un ottimo risultato, specie se confrontato con l'importanza e il prestigio che la chiesa doveva avere: l'alto tiburio celare quasi completamente la cupola fu sicuramente di ispirazione alla cupola di Sant'Ivo alla Sapienza del Borromini. Tale aspetto della cupola nascosta dal tamburo fu ripreso e accentuato dallo stesso Borromini nella successiva realizzazione della cupola della basilica di Sant'Andrea delle Fratte.

### Architettura interna

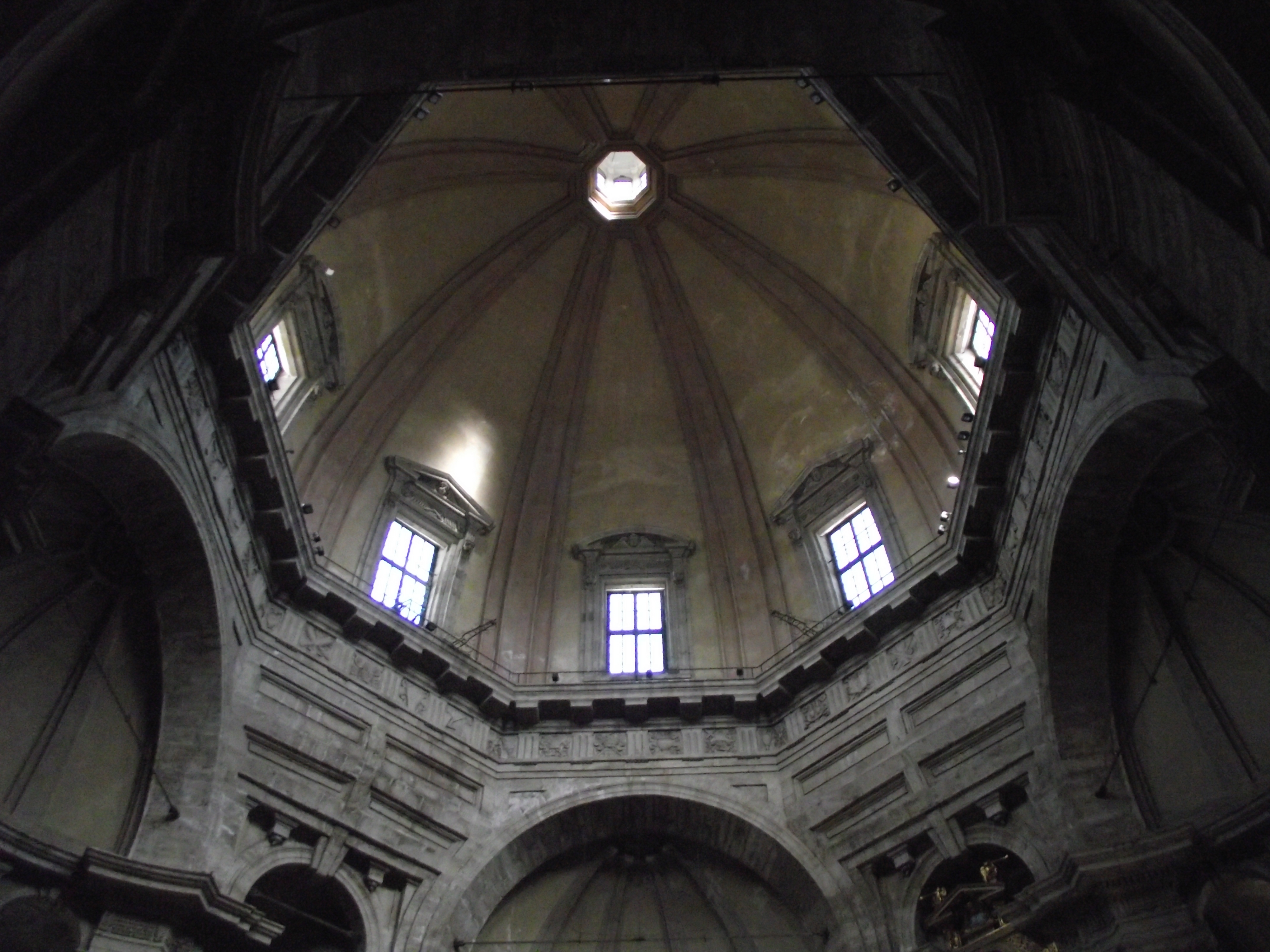
La cupola.

La pianta, la cui struttura è rimasta pressoché immutata dalla sua fondazione, è quella di un tetraconco, ovvero una pianta centrale di forma quadrata con quattro absidi, uno per lato. L'aula è quindi organizzata con una struttura concentrica ed esterna alla pianta interna a formare un deambulatorio. Nella forma attuale cinquecentesca gli otto pilastri centrali sono stati rinforzati ed orientati a formare un ottagono centrale. Le quattro esedre sono composte di due ordini di arcate sovrapposte montate su colonne nelle absidi est e ovest e su pilastri nelle absidi sud e nord. Inferiormente vi è l'ordine dorico superiormente, nel matroneo, l'ordine ionico .

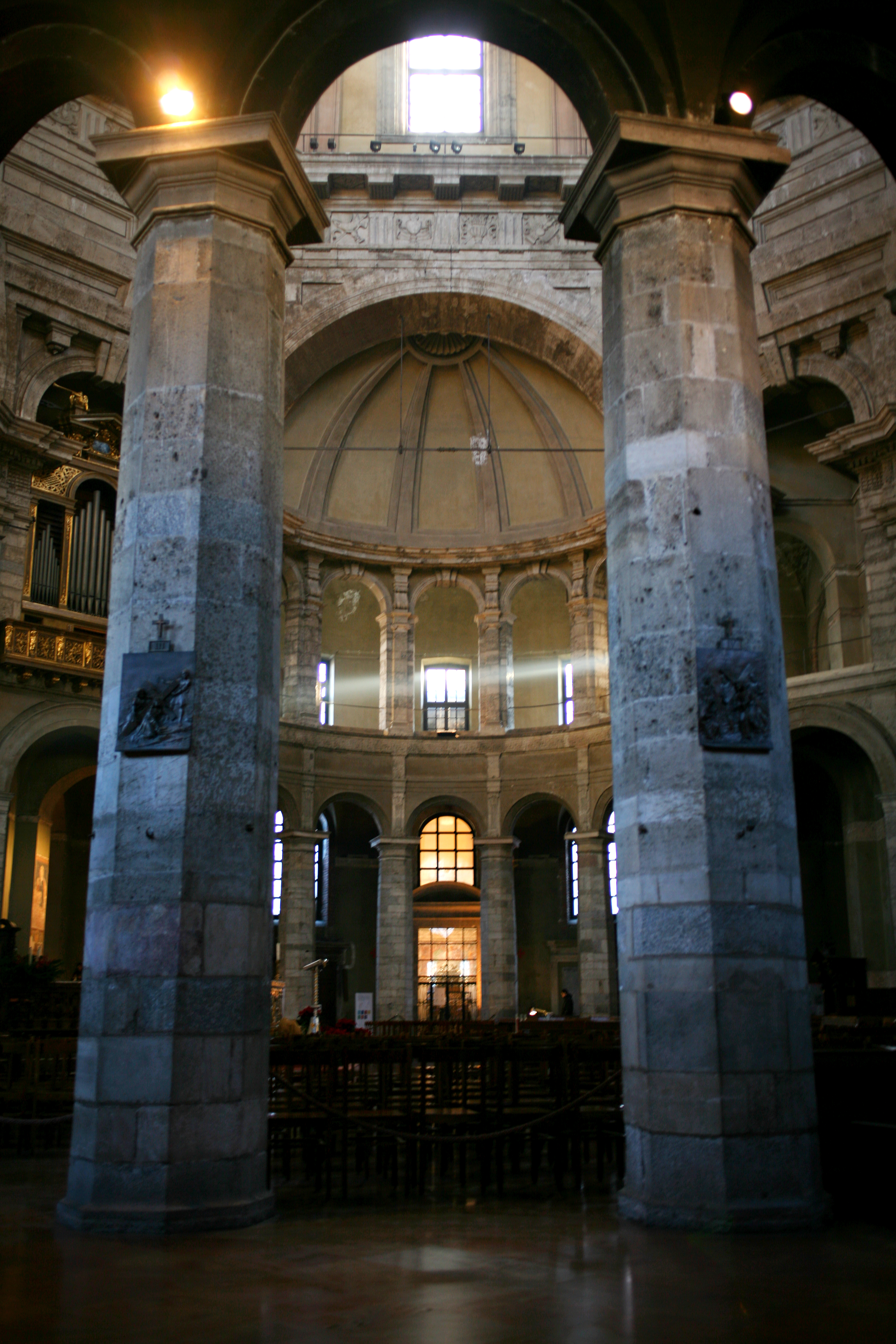
L'interno.

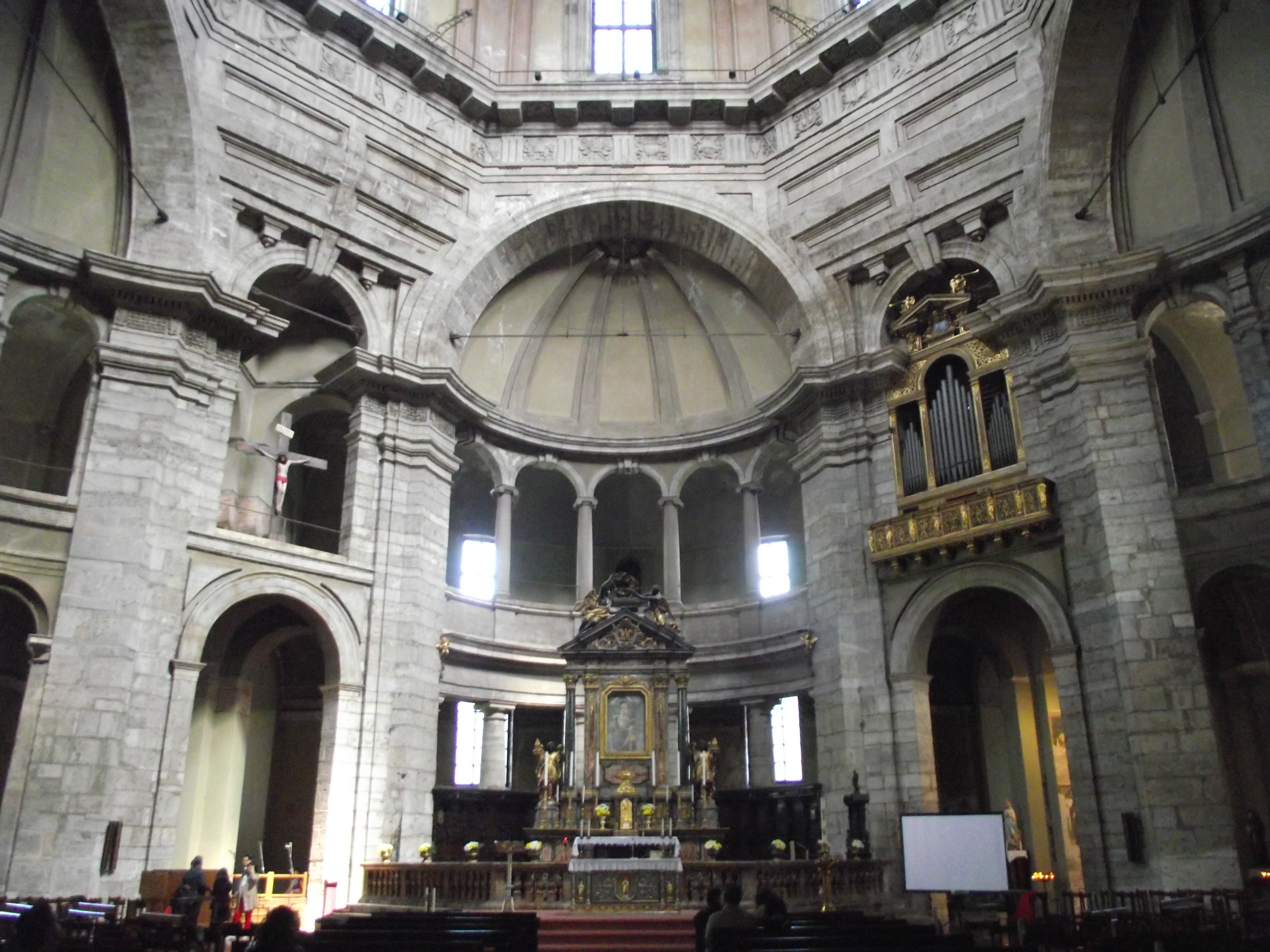
Veduta del presbiterio.

Tra il 489 e il 511 il vescovo Lorenzo fece edificare un terzo corpo a nord, una cappella dedicata a san Sisto, destinata alla sepoltura dei metropoliti. Forse in questo periodo, dopo che l'autorità romana era venuta meno in Italia, il mausoleo a sud della basilica venne trasformato in una cappella dedicata a san Genesio martire.
Verso il VI secolo, sulla parete orientale, opposta all'entrata, vennero aperti due portali che davano accesso a due locali absidati.
La soluzione di costruire cappella satellite collegate al corpo centrale sulle esedre curve consentì di usare per la prima l'utilizzo di portali in curva, soluzione rara ma riutilizzata in celebri architetture come nel cortile della casa del Mantegna, nella Chiesa di Sant'Ivo alla Sapienza del Borromini e in varie architetture del Vanvitelli.
Nel X secolo, probabilmente in età ottoniana, furono eseguite delle ristrutturazioni, forse con la partecipazione di maestranze bizantine che conservavano la conoscenza delle tecniche classiche di costruzione e decorazione. Poco si sa di questi restauri, ma si ipotizza che la cupola sia stata ricostruita con tubi fittili, rendendola più leggera di quella precedente, forse già danneggiata al punto da giustificare una ricostruzione. Dopo le calamità dell'XI secolo, i restauri del XII e XIII si concentrarono sul conferire stabilità al complesso, ricostruendo i pilastri che reggevano la cupola ed effettuando altri interventi sulle strutture portanti (colonne, torri). In questo periodo venne aggiunto attorno alla cupola un tamburo in forme romaniche a doppio ordine di loggette cieche  (vedi disegno anonimo datato metà XVI sec., pubblicato nel 1929 da G. Nicodemi, Castello Sforzesco, Civico Gabinetto dei disegni, Scuola B. 56). Alla statica della cupola collaboravano quattro archi rampanti appoggiati alle torri, . Nel XV secolo, nell'aula absidata di sud-est, già rimaneggiata nell'XI secolo, venne creata la cappella Cittadini.
Nel 1623, per volere dell'arcivescovo Federico Borromeo, si iniziò la costruzione di canoniche ai lati del cortile, su progetto dell'architetto Aurelio Trezzi e Francesco Maria Richino; la costruzione venne completata nel 1626. Nel 1713 venne edificata, su iniziativa di Francesco Croce, la cappella del Riscatto, tra Sant'Aquilino e la Sacra Famiglia (ora convertita in sacrestia).

### Cappella di Sant'Aquilino

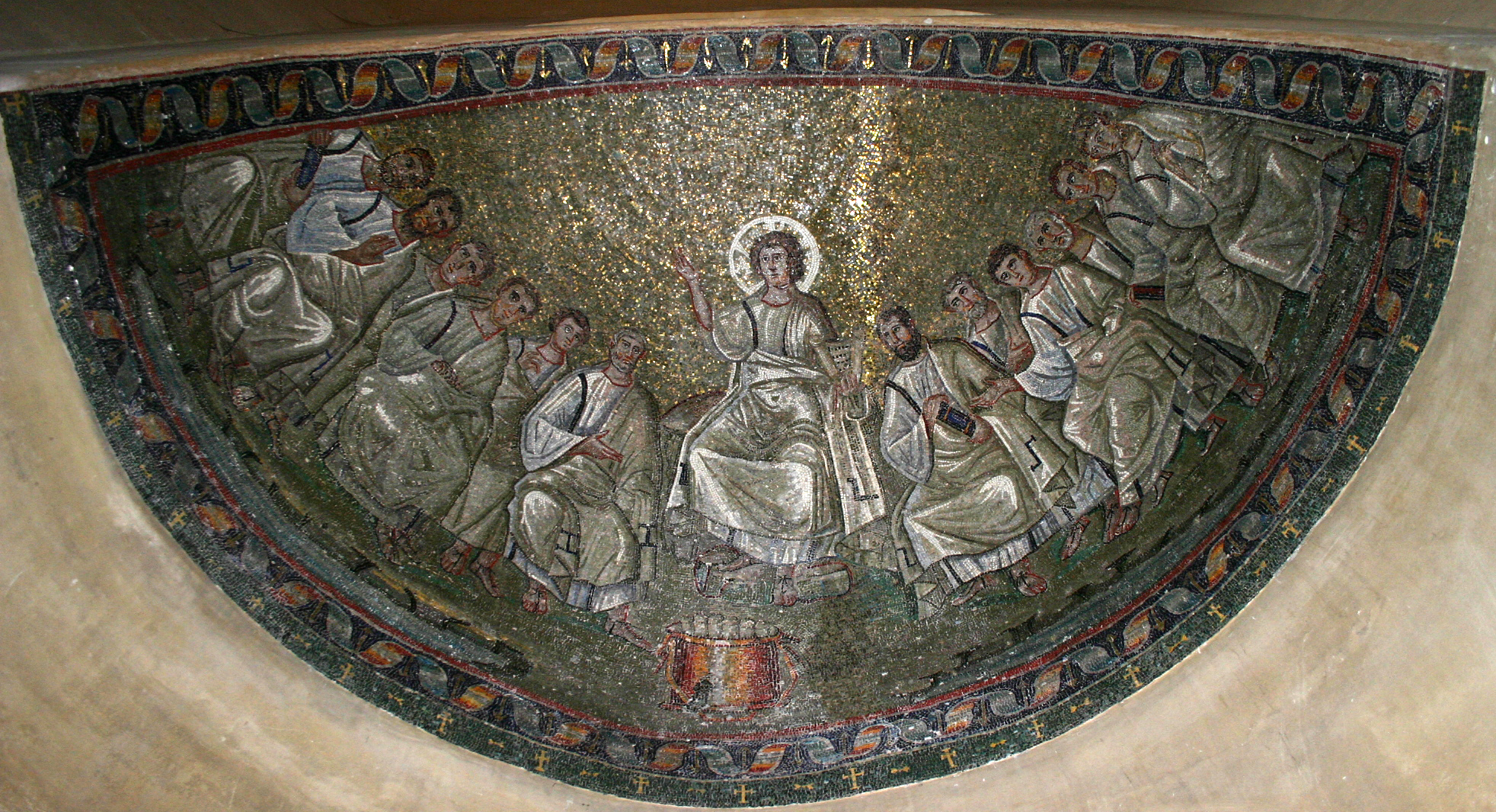
Mosaico romano della cappella di Sant'Aquilino

Inizialmente dedicata a San Genesio, nel XVI secolo la cappella fu ridedicata a sant'Aquilino su iniziativa dell'arcivescovo Carlo Borromeo, la cappella di San Genesio , le cui reliquie furono poste nel sacello; ai suoi lati furono inoltre aggiunte due cappelle, dedicate a san Giovanni Battista e alla Sacra Famiglia.
La cappella, originariamente edificio a sé stante, è la maggiore del complesso e presenta una pianta ottagonale con nicchie alternatamente semicircolari e quadrate. L'ingresso alla cappella è preceduto da un atrio per il quale si entra passando per un portale marmoreo originale di epoca romana fittamente decorato con rilievi a tema vegetale e animale: l'atrio, a pianta quadrata e coperto da una volta a botte, era un tempo ricoperto di affreschi, di cui rimangono scarsi frammenti, e mosaici, dei quali si possono ammirare resti con figure di Apostoli e Patriarchi delle tribù di Israele riconducibili per stile ai mosaici del mausoleo di Galla Placidia di Ravenna.

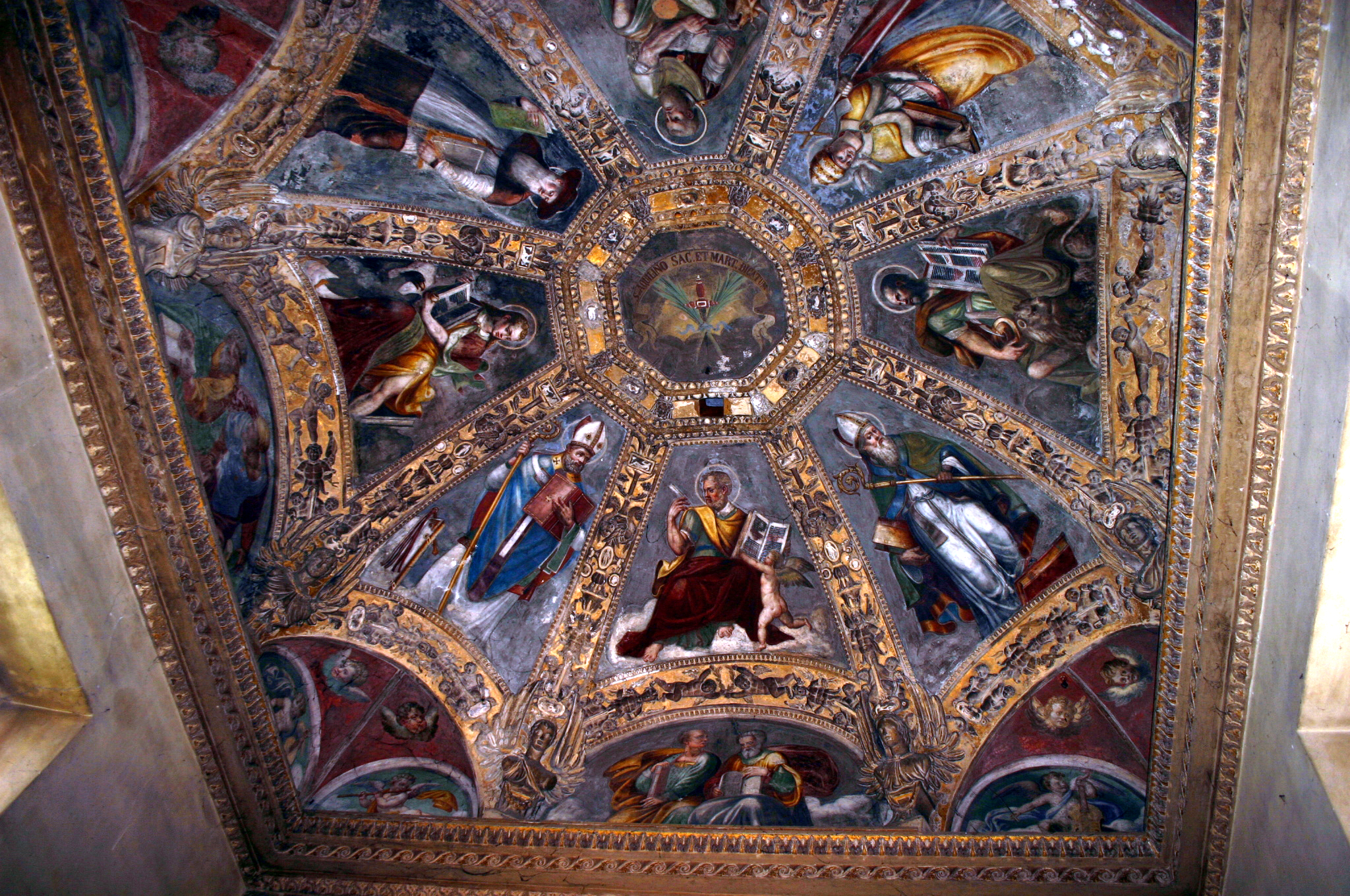
Soffitto dell'altare di Sant'Aquilino

Una buona parte delle decorazioni della primitiva cappella andarono perdute durante dei rifacimenti di epoca barocca, successivamente rimossi in un restauro conservativo del XX secolo. L'altare principale, sul quale furono posti i resti di Sant'Aquilino in un'urna d'argento realizzata da Carlo Garavaglia, è posizionato in uno sfondato della cappella in cui rimane l'unica traccia della decorazione secentesca, costituita da affreschi di Carlo Urbino rappresentanti il Ritrovamento del corpo di Sant'Aquilino. A fianco dello spazio dell'altare principale sono i principali resti della decorazione originaria risalente al V secolo: sulla sinistra il mosaico più rovinato, mostrano una figura di un buon pastore; i resti di una figura del Carro del fuoco suggerirebbero che si trattasse in origine di una rappresentazione del Profeta Elia. Sulla destra è invece presente il più completo mosaico del Cristo fra gli Apostoli. Sul matroneo della cappella sono presenti dei resti di decorazione pittorica anch'essi risalenti al V secolo.

### Cappella di Sant'Ippolito

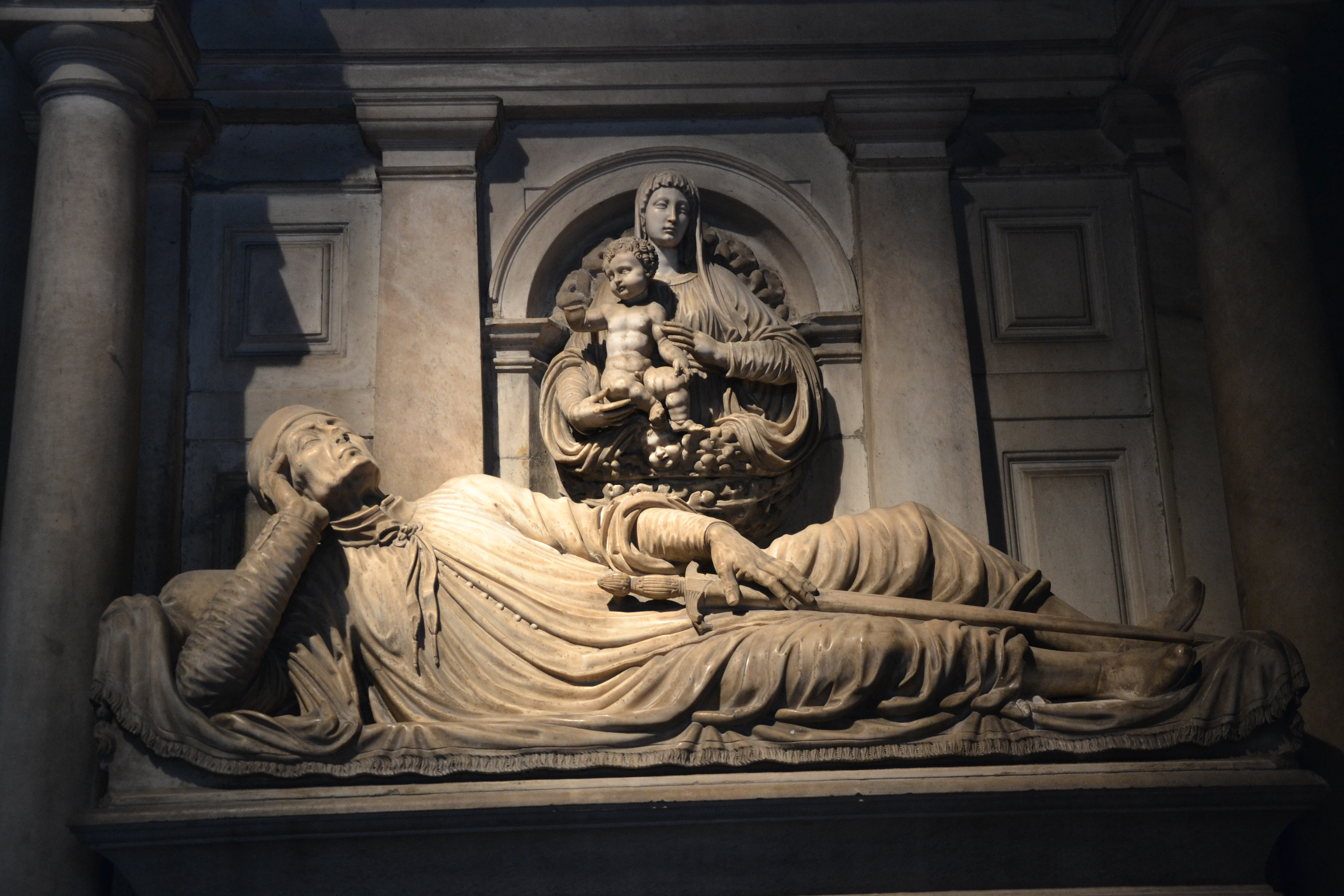
Monumento funebre a Giovanni Del Conte

La cappella di Sant'Ippolito, dall'esterno di forma ottagonale, presenta una pianta a croce greca, i cui bracci sono coperti da volte a botte, mentre lo spazio centrale è coperto da una cupola emisferica con pennacchi triangolari: le volte si reggono su delle colonne angolari di marmi antichi africani con capitelli di ordine corinzio. La cappella, conosciuta anche come cappella Del Conte per via del patronato affidato alla nobile famiglia, conteneva il Monumento a Giovanni del Conte realizzato da Vincenzo da Seregno e Marco d'Agrate, dove in un'edicola la statua del defunto coricato in abiti patrizi è sormontata da un medaglione raffigurante la Madonna.
Così come il corpo principale della chiesa fu punto di ispirazione per molte architetture, la pianta della cappella di Sant'Ippolito a croce greca inscritta in una struttura ottagonale fu ripresa per la realizzazione nei bracci del Santuario di Santa Maria della Croce di Crema, il paragone è rafforzato dai bracci del santuario che ripropongono le cappelle satellite del corpo principale a simmetria centrale del San Lorenzo.

### Cappella Cittadini

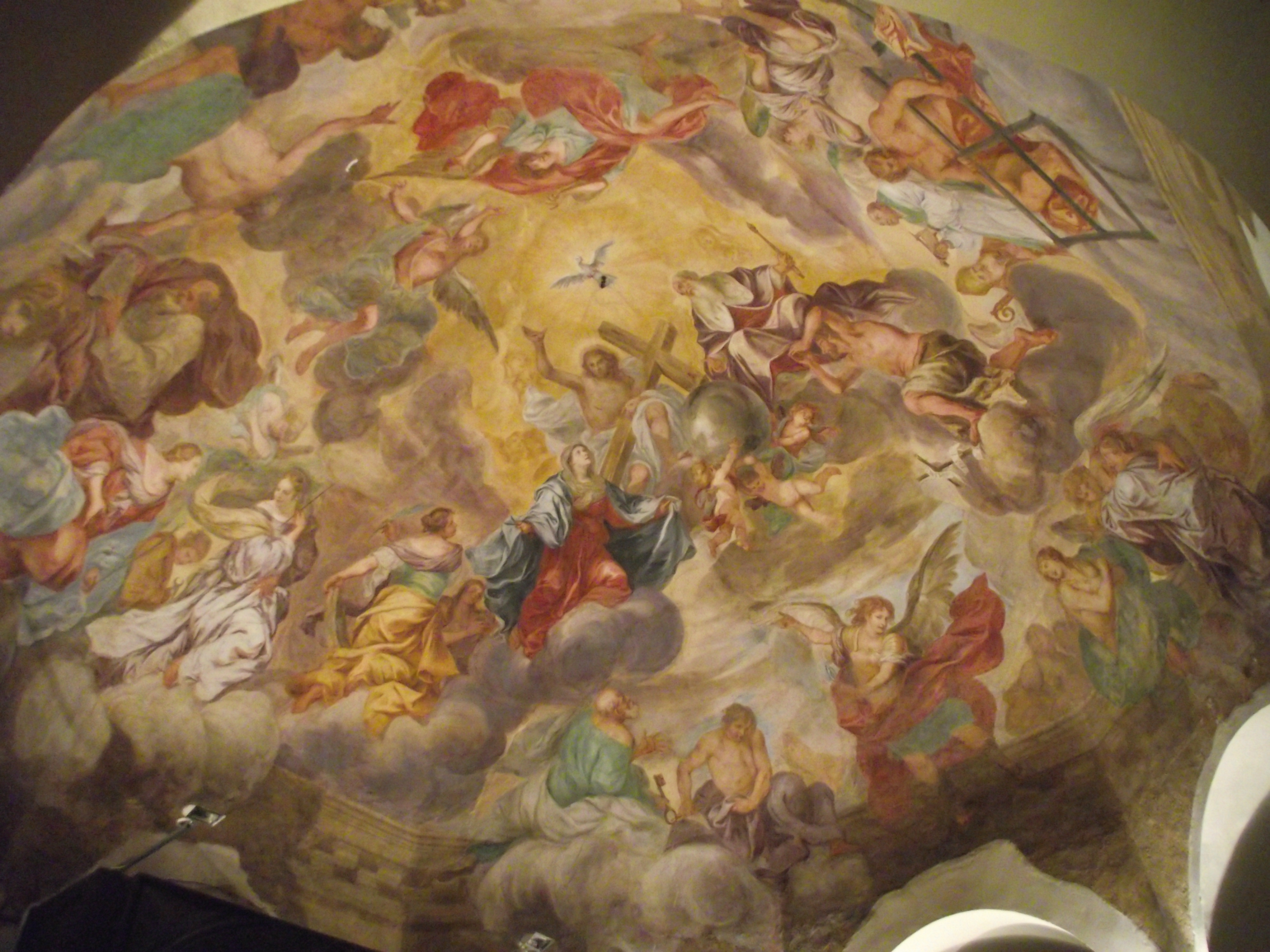
Johann Christoph Storer, volta della Cappella di San Sisto.

Originariamente dedicata alla Madonna, la cappella fu data in patronato alla nobile famiglia Cittadini che ne curò dei restauri cinquecenteschi che anche in questo caso cancellarono gran parte della decorazione originaria, riemersa in parte durante i restauri novecenteschi. La cappella presenta una pianta triangolare con due abside su due lati: nell'abside dell'altare è presente un bassorilievo quattrocentesco, ripartito in zone contenenti raffigurazioni di San Lorenzo, Santo Stefano e della Pietà. Nell'abside rimanente vi erano affreschi risalenti al XIII secolo di cui rimangono oggi frammenti di immagini di Cristo Pantocreator e di Elefanti.

### Cappella di San Sisto
Posta sul lato nord della chiesa, a pianta ottagonale, la volta è interamente coperta da un affresco eseguito alla metà del Seicento dal pittore tedesco Johann Christoph Storer, con un'Apoteosi della Trinità al centro circondata da santi, di ispirazione rubensiana.

### Organo a canne
Sull'affaccio del matroneo alla destra dell'abside, si trova l'organo a canne, costruito dall'organaro varesino Pietro Bernasconi riutilizzando parte del materiale fonico dell'organo costruito nel 1840 da Felice Bossi, che a sua volta riutilizzò parti di un organo precedente, restaurato nel 1820 da Antonio II Brunelli e probabilmente proveniente dalla chiesa di San Giovanni in Conca.
Lo strumento, a trasmissione integralmente meccanica, ha la consolle a finestra, con due tastiere di 61 tas ciascuna (Grand'Organo, prima tastiera; Organo Secondo, seconda tastiera) con prima ottava cromatica estesa ed una pedaliera dritta di 24 note. La cassa, con prospetto a serliana, presenta una mostra composta da 29 canne di principale 8', disposte in tre cuspidi, una per ognuno dei tre campi della serliana, con bocche a mitria allineate.

## Cronotassi dei prevosti
Il sacerdote parroco di San Lorenzo ha per lungo tempo avuto la carica di prevosto. La lista completa dei prevosti non è nota, i seguenti appartengono ad una lista derivata dallo studio del sacerdote A. Baruffaldi, scolpita in marmo e posta nella basilica stessa. Tra di essi vi sono stati due arcivescovi e un papa.
- Anselmo da Bovisio (?-1097), nominato arcivescovo di Milano
- Ambrogio (1116-1119)
- Belengerio (1137-?)
- Guifredo (1146-1152)
- Corvo (1158-1176)
- Giacomo (1187-1203)
- Anizone (1208-1225)
- Guglielmo (1228-1251)
- Ardizone del Conte (1254-85)
- Filippo del Conte (1285-1312)
- Bonifacio Pusterla (1313-1314)
- Ardizone del Conte (1321-1338)
- Antonio del Conte (1340-1347)
- Francesco da S. Zenone (1350-1359)
- Francesco da Legnano (1363-1371)
- Giovanni da Mandello (1376-1385)
- Giovanni di Sommariva (1392-1399)
- Martino di Canale (1406-1436)
- Enea Silvio Piccolomini (1436-1440), nel 1458 eletto papa come Pio II
- Leonardo da Vercelli (1441-1444)
- Filippo da Gallarate (1448-1460)
- Nicolò da Appiano (1461-1496)
- Bernardino Lanterio (1500-1505)
- Francesco Cazzaniga (1510-1519)
- Giacomo de Spaldis (1522-1525)
- Francesco Accursio (1528-1545)
- Ottaviano Arcimboldo (1546-?)
- Giovan Battista della Chiesa (1551-?)
- Giovan Andrea Pionnio (1569-1579)
- Giovan Battista Recalcato (1579-1589)
- Giulio Cesare Negri (1589-1594)
- Massimiliano Pusterla (1594-1607)
- Giovan Stefano Caimi (1607-1608)
- Andrea Bassi (1609-1629)
- Tullo Piantanida (1629-1630)
- Giulio Maschera (1630-1650)
- Giovan Ambrogio Torriani (1650-1666)
- Orazio Baruverio (1667-1688)
- Giovan Antonio Gallo (1688-1717)
- Carlo Ambrogio Curioni (1717-1728)
- Settimio Lodi (1728-1733)
- Pier Antonio Valmaginio (1733-1747)
- Carlo Antonio Belvisi (1748-1770)
- Antonio Airoldi (1771-1795)
- Giovan Battista Aloardi (1795-1819)
- Giovanni dell'Oro (1820-1830)
- Giovan Battista Redaelli (1830-1854)
- Giovan Battista Gadola (1855-1865), già parroco di Legnano
- Achille Achino (1867-1876)
- Giovan Battista Thomas (1877-1895)
- Luigi Bignami (1896-1905), nominato arcivescovo di Siracusa
- Carlo Rigogliosi (1906-1932)
- Giovanni Maria Stoppani (1932-1960)
- Anselmo Redaelli (1960-?)
- Carlo del Corno (1968-1984)
- Angelo Manzoni (1984-1986)
- Riccardo Busnelli (1986-1996)
- Augusto Casolo (1996-2014)
- Gianni Zappa (2014- tuttora in carica)

### Fonti antiche
- Serviliano Latuada, Descrizione di Milano ornata con molti disegni in rame delle fabbriche più cospicue che si trovano in questa metropoli, vol. 3, Milano, Tipografia Giuseppe Cairoli, 1752.
- Paolo Rotta, Passeggiate storiche, ossia Le chiese di Milano dalla loro origine fino al presente, Milano, Tipografia del Riformatorio Patronato, 1891.
- Carlo Torre, Il ritratto di Milano diviso in tre libri, vol. 1, Milano, Stamperia Agnelli, 1714.

### Fonti moderne
- Paolo Biscottini, La basilica di San Lorenzo Maggiore, Milano, Skira, 2000, ISBN 88-8118-717-5..
- Cesare Brandi, Disegno dell'architettura italiana, Roma, Castelvecchi, 2013, ISBN 978-88-7615-918-3.
- Roberto Cecchi, La basilica di San Lorenzo Maggiore. Quale modello per l'architettura bramantesca?, in Arte Lombarda, n. 78, 1986, ISSN 0004-3443 (WC · ACNP). URL consultato il 7 gennaio 2017 (archiviato dall'url originale l'8 gennaio 2017).
- Gian Alberto Dell'Acqua (a cura di), La basilica di San Lorenzo in Milano, Milano, Banca Popolare di Milano, 1985, ISBN non esistente.
- Walter Eugen Kleinbauer, Some renaissance views of Early Christian and Romanesque San Lorenzo in Milan, in Arte Lombarda, XII-2, 1967, ISSN 0004-3443 (WC · ACNP). URL consultato il 7 gennaio 2017 (archiviato dall'url originale l'8 gennaio 2017).
- Cristina Parodi, Martino Bassi e la ricostruzione della cupola di S. Lorenzo tra Cinque e Seicento, in Arte Lombarda, n. 92/93, 1990, ISSN 0004-3443 (WC · ACNP). URL consultato l'8 maggio 2014 (archiviato dall'url originale l'8 maggio 2014).
- Maria Teresa Fiorio, Le chiese di Milano, Milano, Electa, 1985, ISBN 88-370-3763-5.
- Paolo Mezzanotte, Giacomo Bascapè, Milano nell'arte e nella storia, Milano, Bestetti, 1968, ISBN non esistente.